# 巴爾代格湖
47°11′55″N 8°15′38″E / 47.19861°N 8.26056°E
巴爾代格湖是瑞士的湖泊，位於該國中部琉森州，長4.5公里、寬1.7公里，面積5.2平方公里，海拔高度463米，平均水深33米，最大水深66米，蓄水量0.17立方公里。

## 外部連結
- Waterlevels of Lake Baldegg （页面存档备份，存于） at Gelfingen